# Collectifdom
 (décembre 2017).
Le Collectifdom, ou Collectif des Antillais, Guyanais, Réunionnais et Mahorais, est une association française se définissant comme un lobby apolitique pour l'Outre-mer. Il a été fondé en avril 2003 par Patrick Karam pour défendre à Paris, capitale du pays en France métropolitaine, les intérêts des personnes originaires des Antilles françaises, de Guyane, de Mayotte et de La Réunion, se différenciant ainsi de son concurrent le Conseil représentatif des associations noires de France. Il lutte contre les discriminations dont ces personnes pourraient faire l'objet en dépit de leur nationalité française. Depuis décembre 2007,il est présidé par Daniel Dalin.

## Affaires
L'association poursuit notamment l'humoriste Nicolas Bedos pour injure raciale pour un texte publié dans Marianne en 2012. Commentant cette décision, le journaliste Laurent Calixte demande dans l'Obs au collectif de ne pas ridiculiser les Antillais en parlant en leur nom et « en les faisant passer pour des ignares incapables de distinguer une chronique volontairement caricaturale et une véritable injure raciste. ».